# Eugenia gaumeri
Eugenia gaumeri är en myrtenväxtart som beskrevs av Paul Carpenter Standley. Eugenia gaumeri ingår i släktet Eugenia och familjen myrtenväxter. Inga underarter finns listade i Catalogue of Life.